# 正陽門

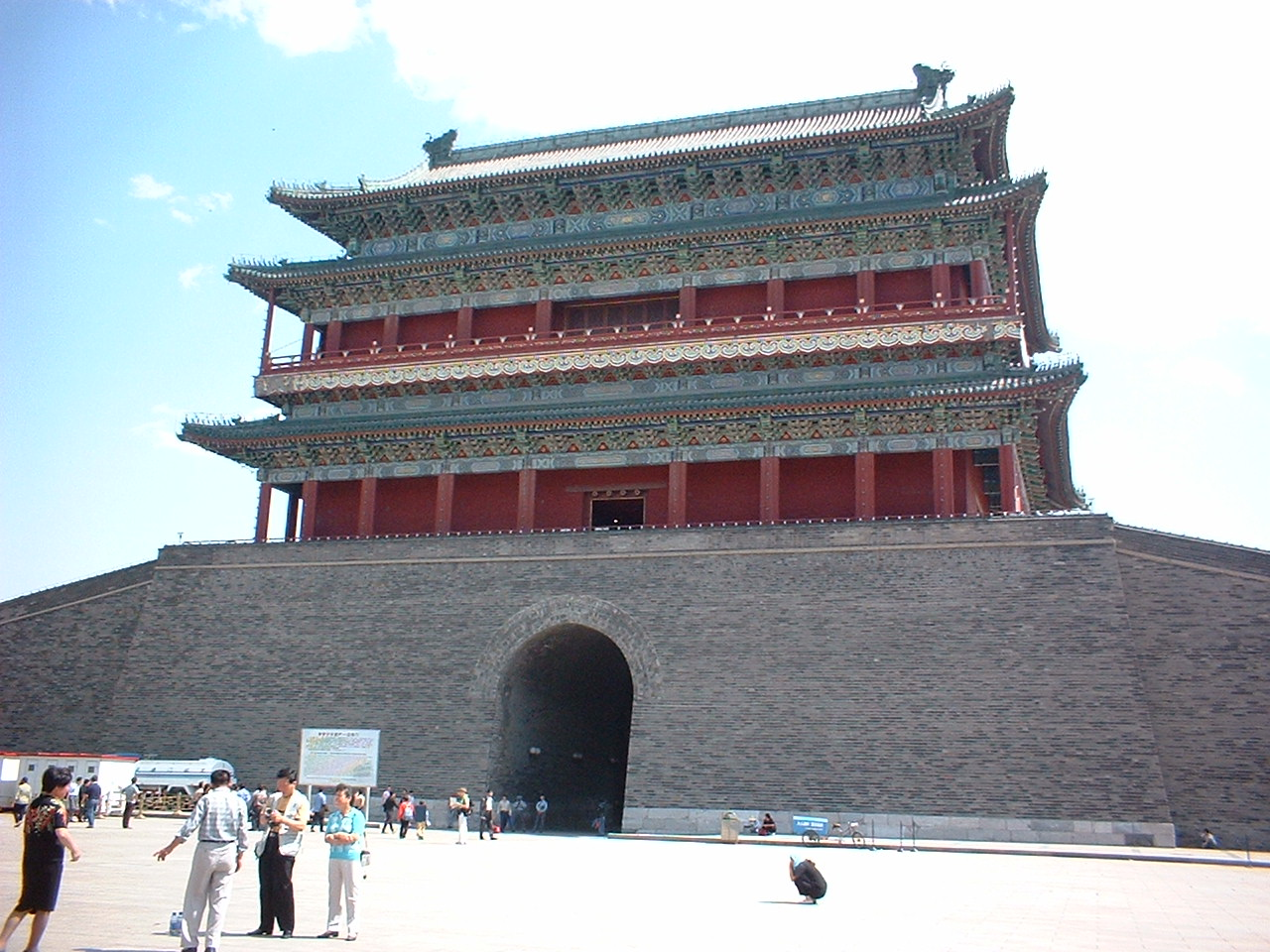
正陽門

正陽門（せいようもん、正阳门、満州語: ᡨᠣᠪ
ᡧᡠᠨ ᡳ
ᡩᡠᡣᠠ、転写：tob šun -i duka）は、天安門広場の南に位置する北京の城門である。前門（ぜんもん）とも呼ばれることもある。500年以上の歴史があり、中華人民共和国全国重点文物保護単位のひとつである。2024年7月27日に「北京中軸線：中華の理想的秩序を示す建造物群」の一部として世界遺産に登録された。

## 歴史

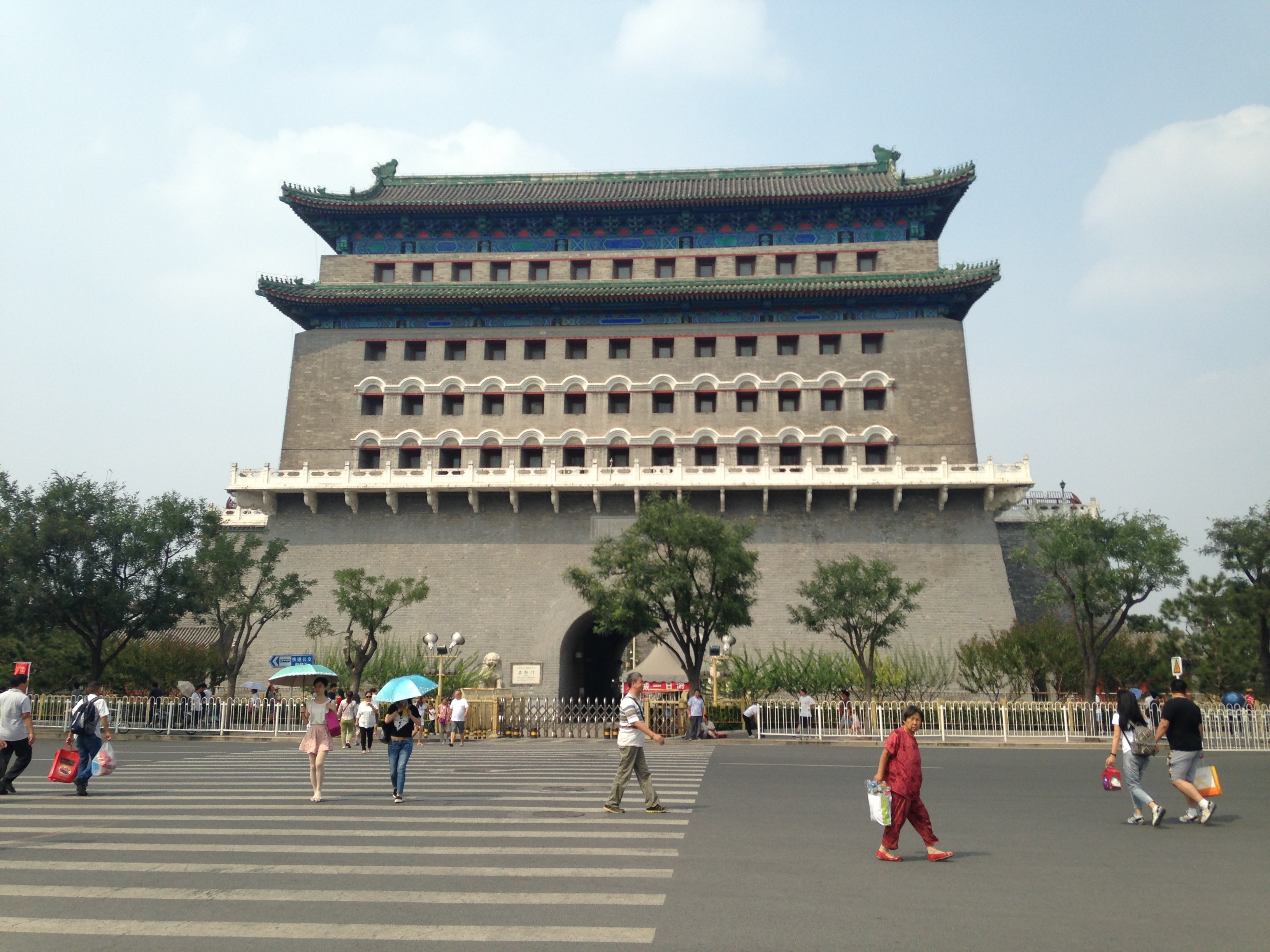
正陽門の箭楼

明の永楽帝は北平に国都を定め、永楽17年（1419年）に元大都の南城の壁を南方向に800メートル移動した。元々は北京城壁の中央にあった麗正門は現在の正陽門のところになった。正統元年（1436年）に正陽門へ改称した。
城門の上屋は木造のため、明朝、清朝の時代には火事で何度か焼失したが、直ぐに再建された。
1900年、義和団の乱鎮圧のため出兵した八カ国連合軍の砲撃を受け大破したが、後に修復された。
1901年、城門の西側に正陽門西駅、東側には正陽門東駅が開業した。これらは北京に駐留する外国軍により建設されたものである。
1915年、城門の側面の城壁が解体された。
1960年代の環状道路建設に伴い、北京の城壁のほとんどが撤去されたが、正陽門付近は道路が南側に迂回しており解体は免れた。
2024年7月27日に「北京中軸線：中華の理想的秩序を示す建造物群」の一部として世界遺産に登録された。

## 構造

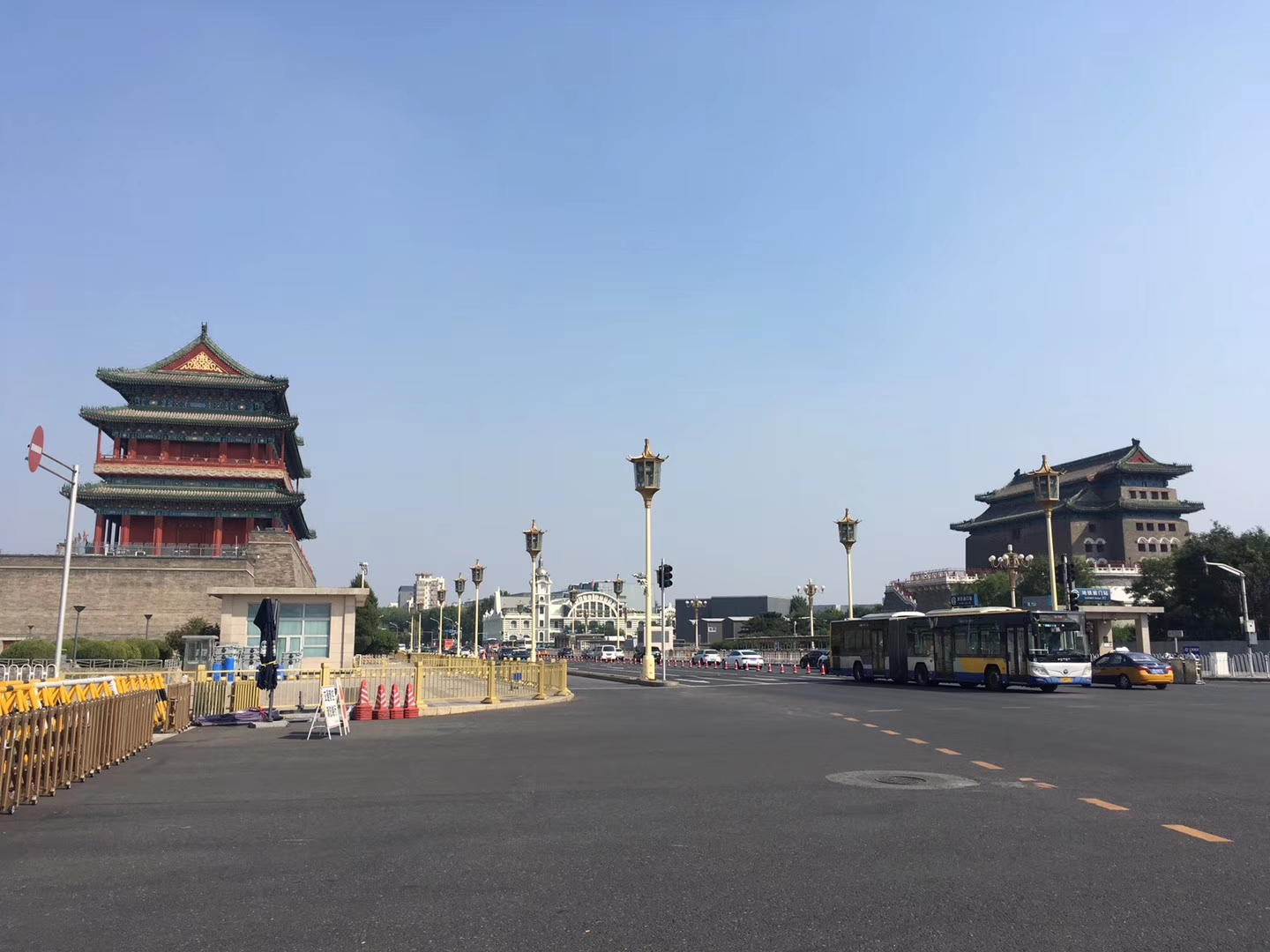
西側から見た正陽門

北京の南北の中心軸上にある重要な門であり、他の城門よりも大きく造られており、高さは42mもある。防御力を高めるため、城門は二重構造になっており「甕城」と呼ばれる区画を形成していた。甕城は東西108m、南北85mにも及ぶ壮大なもので、南面にやや小さい城門「箭楼」があり、かつては城壁でつながっていたが、現在は道路で分断されている。

## 最寄駅
- 北京地下鉄2号線前門駅